# Bandit
«Bandit» — песня американских рэперов Juice WRLD и YoungBoy Never Broke Again, выпущенная в качестве сингла 4 октября 2019 года. Она была последней песней Juice WRLD в качестве ведущего исполнителя до его смерти от сердечного приступа в Международном аэропорту Мидуэй в Чикаго, через несколько дней после его 21-го дня рождения. Песня была спродюсирована Ником Мира и достигла 10-й позиции в американском чарте Billboard Hot 100, став наивысшей позицией синглов NBA Youngboy в чарте и второй наивысшей позицией Juice WRLD, после «Lucid Dreams», которая достигла 2-й позиции в Hot 100. 25 января 2022 вышла бонусная версия второго студийного альбома Death Race for Love, включающая в себя «Bandit».

## Текст
В песне Juice WRLD говорит о краже сердца девушки, говоря, что он «по определению бандит».

## Музыкальное видео
Музыкальный видеоклип был выпущен 4 октября 2019 года и был срежиссирован Коулом Беннеттом. Он был снят в Батон-Руже, штат Луизиана. В видео сопровождении камера показывает Джареда, который поёт, жестикулируя руками, с гостевым певцом YoungBoy. В кадр попадают моменты езды на квадроцикле и курения табака. В клипе иногда появляется девушка Джареда — Ally Lotti

## Чарты

### Недельные чарты
| Чарт (2019)                                | Высшая позиция |
| ------------------------------------------ | -------------- |
| Австралия (ARIA)                           | 45             |
| Австрия (Ö3 Austria Top 40)                | 70             |
| Бельгия/Фландрия (Ultratip Bubbling Under) | 22             |
| Канада (Billboard Canadian Hot 100)        | 11             |
| Чехия (Singles Digitál Top 100)            | 85             |
| Финляндия (Suomen virallinen lista)        | 16             |
| Венгрия (Stream Top 40)                    | 29             |
| Ирландия (IRMA)                            | 30             |
| Латвия (LAIPA)                             | 17             |
| Литва (AGATA)                              | 30             |
| Нидерланды (Single Top 100)                | 62             |
| Новая Зеландия (Recorded Music NZ)         | 40             |
| Норвегия (VG-lista)                        | 16             |
| Португалия (AFP)                           | 71             |
| Словакия (Singles Digitál Top 100)         | 72             |
| Швеция (Sverigetopplistan)                 | 57             |
| Швейцария (Schweizer Hitparade)            | 58             |
| Великобритания (OCC UK Singles)            | 42             |
| США (Billboard Hot 100)                    | 10             |
| США (Billboard Hot R&B/Hip-Hop Songs)      | 5              |
| США (Billboard Hot Rap Songs)              | 4              |
| США (Billboard Rhythmic)                   | 19             |
| США Rolling Stone Top 100                  | 2              |

### Годовые чарты
| Чарт (2019)                           | Позиция |
| ------------------------------------- | ------- |
| Португалия (AFP)                      | 729     |
| США Hot R&B/Hip-Hop Songs (Billboard) | 82      |
| США Rolling Stone Top 100             | 87      |

## История релиза
| Регион    | Дата           | Формат                         | Лейбл              | Ист.   |
| --------- | -------------- | ------------------------------ | ------------------ | ------ |
| Различный | 4 октября 2019 | Цифровая дистрибуция, стриминг | Grade A Interscope | [ 34 ] |
| США       | 5 ноября 2019  | Rhythmic contemporary radio    | Grade A Interscope | [ 35 ] |

## Сертификации
| Регион | Сертификация | Продажи |
| --- | ------------ | ------- |
| Португалия (AFP) | Золотой      | 5000    |
| Великобритания (BPI) | Платиновый   | 600 000 |
| США (RIAA) | Золотой      | 500 000 |
| * Данные о продажах приведены только на основе сертификации. · ^ Данные о тиражах приведены только на основе сертификации. · Данные о продажах + прослушиваниях приведены только на основе сертификации. |              |         |

### Комментарии
1. ↑  «Bandit» является последним релизом Juice WRLD перед его смертью, не считая сингл «Let Me Know (I Wonder Why Freestyle)», опубликованный Interscope Records за несколько часов до его смерти, первоначально выпущенный в 2017 году на SoundCloud.[1]